# Холодні просочування
Холодні просочування, сипи (англ. cold seep; пол. Zimne wysięki) — нетермальні виділення з дна океанів та морів.
«Холодні» не означає, що температура фільтрації нижче, ніж у навколишньої морської води. Навпаки, температура виділень часто трохи вище. З плином часу холодні просочування утворюють унікальний рельєф — реакції між метаном і морською водою спричиняють утворення карбонатних скель і рифів. Ці реакції також можуть залежати від бактеріальної активності.

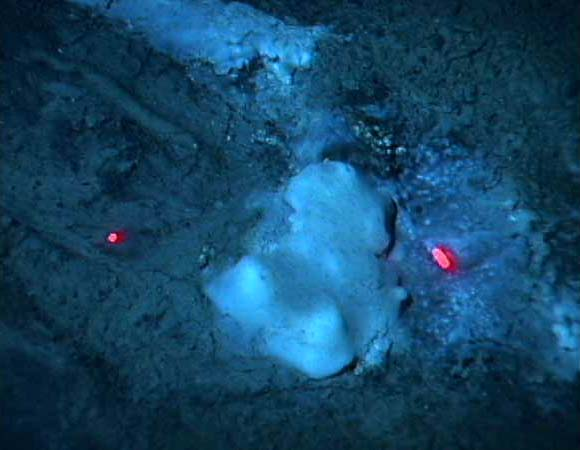
Біоплівка, що складається з сульфіду окиснювальних бактерій Beggiatoa SPP, Блейк-Рідж, Південна Кароліна (червоні точки — лазерні промені)
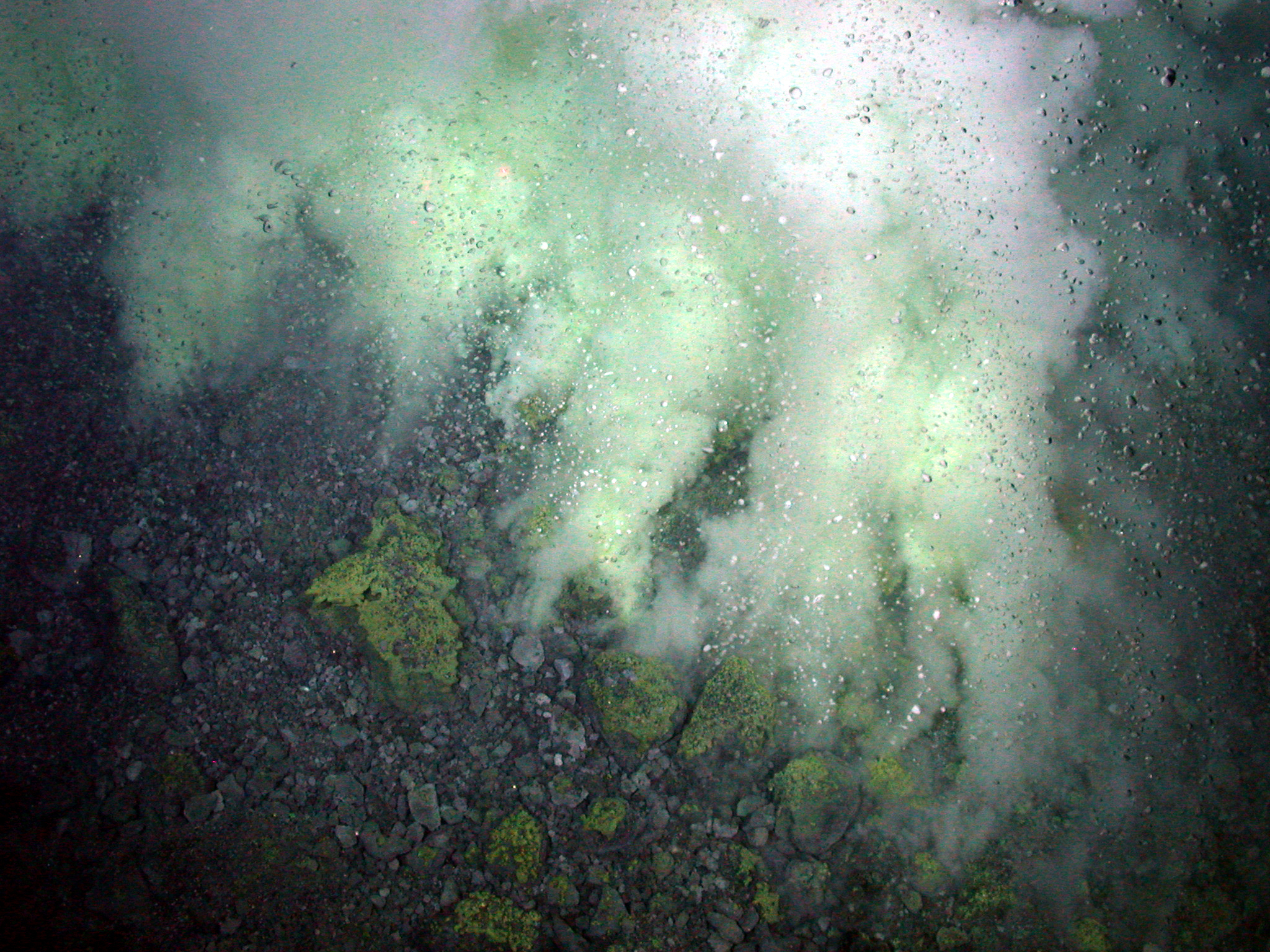
Еманації діоксиду вуглецю з кратера підводного вулкана
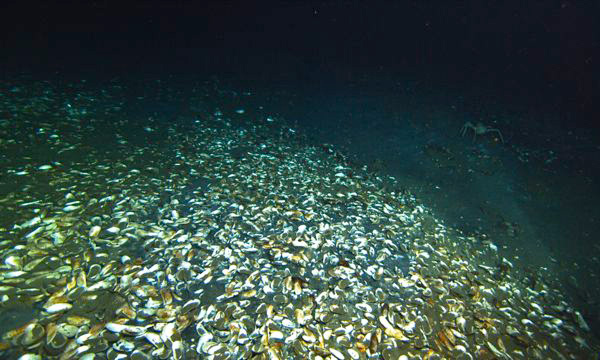
Двостулкові на межі розсолового сипу
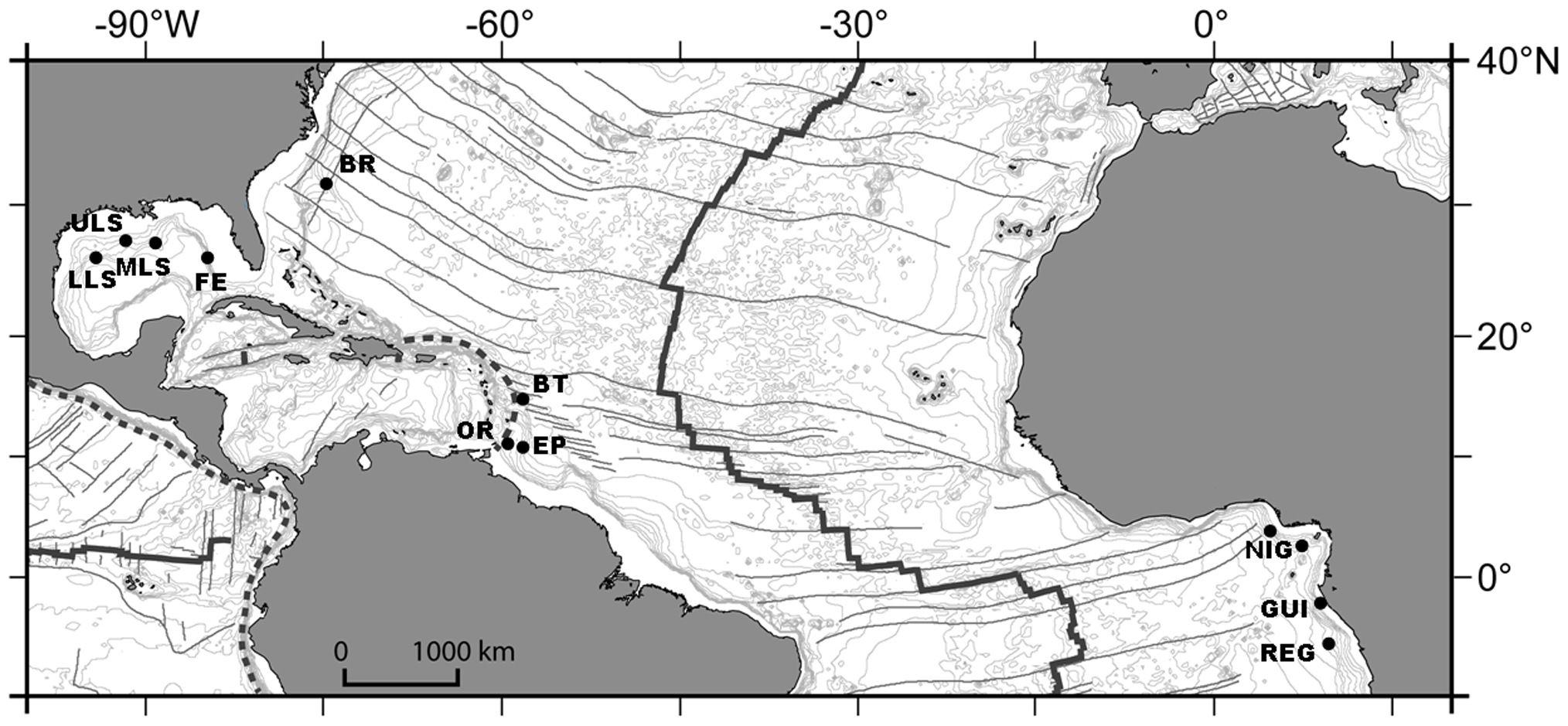
Сипи Атлантичного океану

## Види холодних просочувань
- Нафтові сипи
- Метанові сипи
- Газогідратні сипи
- Розсолові сипи
- Грязьові вулкани